# الکس پرز
الکس پرز (انگلیسی: Alex Perez؛ زادهٔ ۲۱ مارس ۱۹۹۲) ورزشکار هنرهای رزمی ترکیبی اهل ایالات متحده آمریکا است. وی از سال ۲۰۱۱ میلادی تاکنون مشغول فعالیت بوده‌است.